# غرق شدن مهاجران لیبی (نوامبر ۲۰۱۶)
غرق شدن مهاجران لیبی (انگلیسی: November 2016 Libya migrant shipwrecks) در ماه نوامبر ۲۰۱۶، رخ داد. در این ماه در دو حادثه متفاوت که در ساحل لیبی بوقوع پیوست، تعداد زیادی کشته شدند.

## شرح واقعه
در حادثه اول در ۳ نوامبر۲۰۱۶ حدود ۲۴۰ مهاجر بر اثر واژگون شدن ۲ کشتی در ساحل لیبی کشته شدند. به دنبال این حادثه ،۱۲۰ مهاجر از کشتی اول جان باختند و تنها ۱۹ نفر نجات پیدا کردند. در کشتی دوم نیز قریب به ۱۲۰ مهاجر دیگر کشته شده و تنها ۲ نفر از کشتی دوم زنده ماندند.
در حادثه دوم در ۱۷ نوامبر کشتی دیگری بدون داشتن موتور که حامل صد مهاجر بود ساحل لیبی را ترک کرد و بر اثر غرق شدن کشتی، همه سرنشینان آن به جز ۲۷ مهاجر که نجات یافته و به ایتالیا رفتند، بقیه کشته شدند.

## قربانیان مدیترانه در ۲۰۱۶
در سال ۲۰۱۶ حدود ۴۷۰۰ مهاجر که در تلاش برای عبور از دریای مدیترانه بودند کشته شدند.